# Herb gminy Rąbino
Herb gminy Rąbino – symbol gminy Rąbino, ustanowiony 28 listopada 1996.

## Wygląd i symbolika
Herb przedstawia na tarczy dzielonej z lewa w skos w polu lewym dolnym zielonym złoty grób megalityczny (nawiązujący do historycznego, z Rąbina) nad błękitną linią falistą (Mogilicą), natomiast w polu prawym białym czerwonego gryfa zachodniopomorskiego ze złotym dziobem i szponami, skierowanego w prawo. 